# Kanał Szymanowo-Grzybno
Kanał Szymanowo-Grzybno (także: Kanał Szymanowski) – naturalny, uregulowany ciek, którego zlewnia zlokalizowana jest na terenie gmin: Śrem, Mosina i Brodnica. Na pewnym odcinku stanowi granicę gmin Brodnica i Mosina. Ma długość 28,9 km.
Jest lewobrzeżnym dopływem Warty, uchodząc doń w 271,3 km biegu, koło Baranowa. Obszar źródliskowy stanowią podmokłe tereny na południe od Błociszewa. Kanał przepływa przez teren dwóch parków krajobrazowych: im. Dezyderego Chłapowskiego (na południu) i Rogalińskiego (na północy). 
Największy dopływ to Kanał Piotrowo-Iłówiec (11,45 km). Na rzece spiętrzono kilka niewielkich zbiorników wodnych.
Wody powierzchniowe w zlewni cieku klasyfikują się do IV i V klasy jakości (niezadowalające lub złe).
Największe miejscowości nad kanałem to: Szymanowo, Manieczki, Brodnica (siedziba gminy) i Grzybno.